# Egon Weiß
Egon Weiß (auch Egon Weiss; * 1. Juli 1880 in Brünn; † 1. Februar 1953 in Innsbruck) war ein österreichischer Rechtswissenschaftler und Gräzist.

## Leben
Egon Weiß, der Sohn eines Kaufmanns, besuchte das Gymnasium in Arnau (heute: Hostinné), wo er früh seine Begeisterung für die Antike entdeckte und auch von seinen Lehrern in dem Wunsch bestärkt wurde, Klassische Philologie zu studieren. Nach dem frühen Tod seines Vaters entschied sich Egon Weiß jedoch aus pragmatischen Gründen für die Rechtswissenschaft. Er studierte (nach dem Militärdienst 1899) an der Karl-Ferdinands-Universität in Prag (bei Ivo Pfaff), wo er 1902 und 1904 (jeweils mit Auszeichnung) das erste und zweite Staatsexamen bestand. Ein Stipendium ermöglichte ihm 1905, seine Studien ein Semester lang an der Universität Leipzig zu vertiefen. Dort trat er mit dem Rechtshistoriker und Papyrologen Ludwig Mitteis in Kontakt, der ihn als akademischer Lehrer am meisten prägte und ihm reiche Anregung für seine Forschungsarbeit gab. Zurück in Prag, wurde Weiß 1905 zum Dr. iur. promoviert, legte das dritte Staatsexamen ab und begann seine Arbeit am Handelsgericht. Am 16. März 1909 legte er die Richteramtsprüfung ab. Kurz darauf (1910) habilitierte er sich in Prag mit einer Studie zum antiken Pfandrecht. Aus seiner am 12. Dezember 1912 geschlossenen Ehe gingen zwei Töchter hervor.
Wissenschaftliche Arbeit betrieb Weiß lange Zeit neben dem Justizdienst. Er beschäftigte sich sowohl mit der Rechtsgeschichte als auch mit dem geltenden Recht. So legte er zahlreiche Gesetzeseditionen vor und arbeitete an Heinrich Klangs Kommentar zum Allgemeinen bürgerlichen Gesetzbuch Österreichs mit. Aufgrund seiner Expertise wurde er nach 1918 vom Justizministerium der Tschechoslowakei zum Mitglied des Staatsrates berufen, der ein neues bürgerliches Gesetzbuch entwerfen sollte.
Ab 1919 wirkte Weiß als außerordentlicher Professor des Römischen und Bürgerlichen Rechts an der Karl-Ferdinands-Universität. 1933 wurde er zum ordentlichen Professor ernannt. Im selben Jahr wurde er zum korrespondierenden Mitglied der Akademie von Athen und zum philosophischen Ehrendoktor der Nationalen und Kapodistrias-Universität Athen ernannt. An der Universität Prag wurde Weiß auch zunehmend in politische Spannungen hineingezogen, die sich teils gegen Deutsche, teils gegen Juden richteten. 1938 wurde er aufgrund seiner jüdischen Herkunft seines Amtes enthoben und lebte in den folgenden Jahren als Privatgelehrter. Seine Forschungsarbeit setzte er nach Kräften fort, aber der Verzicht auf die Lehrtätigkeit machte ihm schwer zu schaffen. Nach dem Ende des Zweiten Weltkriegs (1945) wurde er, wie alle Deutschen, aus Tschechien ausgewiesen. Dabei verlor er seine gesamte Habe; besonders schmerzte ihn der Verlust seiner Bibliothek und einiger Manuskripte. Er kam zunächst bei seiner jüngeren Tochter in der Steiermark unter.
Ab 1946 lehrte und forschte Egon Weiß an der Universität Innsbruck, zunächst als Honorardozent, später als Honorarprofessor. Er starb am 1. Februar 1953.
Zu seinen rechtshistorischen Forschungsschwerpunkten gehörte das griechische Privatrecht, aus dem er Grundlagen des Römischen Rechts ableitete. Von seinem Hauptwerk, Griechisches Privatrecht auf rechtsvergleichender Grundlage, erschien nur der erste Band (1923), der zweite ging während der Kriegsjahre in Prag verloren. Weitere grundlegende Monografien waren seine Pfandrechtlichen Studien (1909–1910), die Grundzüge der römischen Rechtsgeschichte (1936) und die Institutionen des römischen Privatrechts (1937, 2. Auflage 1949). Darüber hinaus verfasste Weiß zahlreiche Aufsätze, Rezensionen und Lexikonartikel. Seine über 200 Beiträge zur Realencyclopädie der classischen Altertumswissenschaft (RE) erschienen von 1909 bis 1956, auch während der Zeit des Lehrverbots.

## Schriften (Auswahl)
- Pfandrechtliche Untersuchungen. Abteilung 1: Beiträge zum römischen und hellenistischen Pfandrecht enthaltend. Weimar 1909 (Habilitationsschrift)
- Pfandrechtliche Untersuchungen. Abteilung 2: Beiträge zur Dogmengeschichte, dann zur österreichischen, sächsischen und preußischen Gesetzgebung enthaltend. Weimar 1910
- Studien zu den römischen Rechtsquellen. Leipzig 1914. Neudruck Aalen 1985
- Die Zivilprozessgesetzgebung der tschechoslowakischen Republik mit Erläuterungen. Brünn u. a. 1921. 2. Auflage, bearbeitet von Paul Thorsch 1930
- Erinnerungen an Ludwig Mitteis. Leipzig 1922
- Griechisches Privatrecht auf rechtsvergleichender Grundlage. Teil 1: Allgemeine Lehren. Leipzig 1923. Neudruck Aalen 1965
- Das Bürgerliche Recht. Teil 1: Das allgemeine bürgerliche Gesetzbuch mit ausgewählten Entscheidungen. Prag 1924. Umgearbeitete 3. Auflage 1933
- Die Konkursgesetzgebung, erläutert durch die Rechtsprechung. Reichenberg 1924
- mit Richard Dočekal und Karel Jadrníček: Das bürgerliche Gesetzbuch für die čechoslovakische Republik: Übersetzung des Entwurfes der Kommission für die Revision des ABGB. Reichenberg 1925
- Das Handelsrecht, das Handelsgesetzbuch und die handelsrechtlichen Nebengesetze. Prag 1925. 2., fortgeführte und veränderte Auflage 1931
- Das Bürgerliche Recht. Teil 2: Die bürgerlichrechtlichen Gesetze außerhalb des Allgemeinen Bürgerlichen Gesetzbuches mit ausgewählten Entscheidungen. Prag 1927
- Das Verfahrensrecht. Teil 1: Die Jurisdiktionsnorm mit Erläuterungen und einer Darstellung der Rechtsprechung. Prag 1928
- Das Verfahrensrecht. Teil 2: Die Zivil-Prozeßordnung mit dem Einführungsgesetz mit Erläuterung und einer Darstellg der Rechtsprechung. Prag 1928
- Das Verfahrensrecht. Teil 3: Zivilprozessuale Nebengesetze. Prag 1928
- Das Verfahrensrecht. Teil 4: Die Einführungsverordnung. Prag 1929
- Das Verfahrensrecht. Teil 5: Das Verfahren ausser Streitsachen mit Darstellung der Rechtsprechung und Erläuterung. Prag 1931
- Die Konkurs-, Ausgleichs- und Anfechtungsgesetzgebung vom 27. März 1931. Reichenberg 1931
- Das Grundbuchsrecht. Reichenberg 1933
- Die Gewerbeordnung. Prag 1934
- Čechoslovakische Konkurs-, Ausgleichs-, Anfechtungsordnung und deren Einführungsgesetz. Prag 1936
- Grundzüge der römischen Rechtsgeschichte. Reichenberg 1936
- Institutionen des römischen Privatrechtes als Einführung in die Privatrechtsordnung der Gegenwart. Prag 1937. 2. Auflage, Stuttgart und Basel 1949